# Liste der Beiträge für den besten fremdsprachigen Film für die Oscarverleihung 1980
Die folgenden 23 Filme, alle aus verschiedenen Ländern, waren Vorschläge in der Kategorie Bester fremdsprachiger Film für die Oscarverleihung 1980. Die hervorgehobenen Titel waren die fünf schließlich nominierten Filme aus den Ländern Frankreich, Italien, Polen, Spanien und der Bundesrepublik Deutschland. Der Oscar ging an den westdeutschen Beitrag Die Blechtrommel.
Zum ersten Mal wurde für diesen Preis ein Beitrag aus China eingereicht.

## Beiträge
| Land                | Deutscher Verleihtitel                | Sprache(n)             | Originaltitel                                   | Regisseur(e)            | Ergebnis        |
| ------------------- | ------------------------------------- | ---------------------- | ----------------------------------------------- | ----------------------- | --------------- |
| Ägypten             | Alexandria… warum?                    | Arabisch               | إسكندرية... ليه؟ (Iskandariyya... lē?)          | Youssef Chahine         | Nicht nominiert |
| Argentinien         | La Isla                               | Spanisch               | La Isla                                         | Alejandro Doria         | Nicht nominiert |
| Belgien             | Eine Frau zwischen Hund und Wolf      | Niederländisch         | Een vrouw tussen hond en wolf                   | André Delvaux           | Nicht nominiert |
| Bulgarien           | Jenseits der Barriere                 | Bulgarisch             | Бариерата (Barierata)                           | Christo Kostow Christow | Nicht nominiert |
| Volksrepublik China | Afanti                                | Chinesisch             | 阿凡提 (Effendi)                                | Lang Xiao               | Nicht nominiert |
| Dänemark            | Johnny Larsen                         | Dänisch                | Johnny Larsen                                   | Morten Arnfred          | Nicht nominiert |
| BR Deutschland      | Die Blechtrommel                      | Deutsch                | Die Blechtrommel                                | Volker Schlöndorff      | Gewonnen        |
| Frankreich          | Eine einfache Geschichte              | Französisch            | Une histoire simple                             | Claude Sautet           | Nominiert       |
| Hongkong            | Regen in den Bergen                   | Chinesisch             | 空山灵雨 (kōng shān líng yǔ)                    | King Hu                 | Nicht nominiert |
| Israel              | Moments                               | Hebräisch, Französisch | רגעים (Rega'im) / Moments de la vie d'une femme | Michal Bat-Adam         | Nicht nominiert |
| Italien             | Vergiß Venedig                        | Italienisch            | Dimenticare Venezia                             | Franco Brusati          | Nominiert       |
| Japan               | Gassan                                | Japanisch              | 月山 (Gassan)                                   | Tetsutaro Murano        | Nicht nominiert |
| Jugoslawien         | Der Mann, den man töten sollte        | Serbokroatisch         | Čovjek koga treba ubiti                         | Veljko Bulajić          | Nicht nominiert |
| Kanada              | Der Schrei aus der Stille             | Französisch            | Mourir à tue-tête                               | Anne Claire Poirier     | Nicht nominiert |
| Niederlande         | Eine Frau wie Eva                     | Niederländisch         | Een Vrouw als Eva                               | Nouchka van Brakel      | Nicht nominiert |
| Österreich          | Geschichten aus dem Wienerwald        | Deutsch                | Geschichten aus dem Wienerwald                  | Maximilian Schell       | Nicht nominiert |
| Polen               | Die Mädchen von Wilko                 | Polnisch               | Panny z Wilka                                   | Andrzej Wajda           | Nominiert       |
| Schweden            | Ein anständiges Leben                 | Schwedisch             | Ett Anständigt liv                              | Stefan Jarl             | Nicht nominiert |
| Schweiz             | Kleine Fluchten                       | Französisch            | Les petites fugues                              | Yves Yersin             | Nicht nominiert |
| Sowjetunion         | Marathon im Herbst                    | Russisch               | Осенний марафон (Ossenni marafon)               | Giorgi Danelia          | Nicht nominiert |
| Spanien             | Mama wird 100 Jahre alt               | Spanisch               | Mamá cumple cien años                           | Carlos Saura            | Nominiert       |
| Tschechoslowakei    | Die wunderbaren Männer mit der Kurbel | Tschechisch            | Báječní muži s klikou                           | Jiří Menzel             | Nicht nominiert |
| Ungarn              | Veras Erziehung                       | Ungarisch              | Angi Vera                                       | Pál Gábor               | Nicht nominiert |